# Arrecife
Arrecife (španska izgovarjava: [areˈθife]; lokalno: [areˈsife]) je glavno mesto in občina otoka Lanzarote na Kanarskih otokih. Leta 1852 je postal prestolnica otoka. Mesto je dobilo ime po skalnem grebenu (arrecife je špansko za 'greben'), ki pokriva lokalno plažo. Po njem je dobilo tudi ime bližnje letališče Arrecife. Leta 2020 je občina imela 64.645 prebivalcev. Njegova površina je 22,72 kvadratnih kilometrov.
Arrecife je južno od Teguise in vzhodno od San Bartoloméja, na jugovzhodu pa meji na Atlantski ocean. Je pristaniško mesto, iz katerega vozijo trajekti do drugih Kanarskih otokov, Evrope in Afrike. Cesta LZ1 povezuje Arrecife s severovzhodom otoka, cesta LZ2 ga povezuje z jugozahodom, cesta LZ3 pa služi kot mestna obvoznica. Najvišja stavba na Lanzarotu je Arrecife Gran Hotel, ki je  na obali ob pristanišču.

## Zgodovina
Najzgodnejši zapisi o Arrecifu izvirajo iz 15. stoletja, ko je bilo to majhno ribiško naselje. Ime, takrat imenovano Arrecifes, se nanaša na črne vulkanske grebene, za katerimi so se lahko skrili čolni, zaščiteni pred nenadnimi piratskimi napadi.
Proti koncu 16. stoletja je naselje začelo rasti kot odgovor na potrebo po namestitvi in skladiščenju za podporo rastoče trgovine med starim in Novim svetom. V tem času je bila zgrajena prva cerkev, posvečena prvemu škofu Arrecifa, San Ginésu. Naraščajoča blaginja je povečala privlačnost mesta kot piratske tarče: leta 1571 je pirat Dogan oropal in skoraj popolnoma uničil malo pristaniško mesto.
Leta 1964 je Arrecife postal mesto prve naprave za razsoljevanje morske vode na Lanzaroteju.

## Geografija
Središče mesta Arrecife ustreza mestni obali in njeni okolici. Poteka od El Cable do pomola Los Mármoles. Okolica Charca, lagune z morsko vodo, ki prodira v mesto, je ustanovno območje Arrecife, v njegovi bližini pa so nekateri najbolj zanimivi kraji v mestu, kot so župnija San Ginés, Castillo de San Gabriel ali trgovsko območje Calle Real. Za obalo proti severu sta dve pristanišči mesta: ribiško pristanišče, imenovano Puerto de Naos in glavno (komercialno, trgovsko in pristanišče za križarke), imenovano Puerto de los Mármoles, tretje po pomembnosti na Kanarskih otokih. V bližini slednjega je druga trdnjava v mestu, Castillo de San José, v kateri je Mednarodni muzej sodobne umetnosti.
Proti notranjosti so obrobne soseske, med katerimi izstopajo Titerroy, Valterra, Altavista, Argana, La Vega, San Francisco Javier in Maneje.

### Podnebje
Arrecife ima vroče puščavsko podnebje (znano kot BWh v Köppnovi podnebni klasifikaciji), saj povprečna letna temperatura presega 18 °C, letna količina padavin pa je manjša od 200 mm. Čeprav gre za svojevrstno puščavsko podnebje, saj temperature zaradi velikega vpliva Atlantskega oceana ostajajo skozi vse leto mile, se lahko pojavi puščavsko podnebje. Pojavi takšnega podnebja in ekstremne temperature se lahko pojavijo kadarkoli v letu, kot se je na primer zgodilo 13. maja 2015, ko je bila na Lanzarotu dosežena temperatura 42,6 °C. Toplotne razlike med zimo in poletjem so zelo majhne. Povprečna temperatura najhladnejšega meseca, januarja, je 17°C, podnevi pa nad 20°C. Povprečje najtoplejšega meseca, avgusta, je 26°C, dnevne temperature pa blizu 30°C. Temperature pozimi zelo redko padejo pod 15°C. Padavin je zelo malo, skupaj 110 mm letno. Padavine so večinoma koncentrirane med novembrom in marcem, z malo ali nič padavin med majem in septembrom. Nikoli ni snežilo niti ni bila zabeležena zmrzal. Najvišja temperatura, izmerjena v Arrecifeju (uradna postaja), je bila 43,6 °C avgusta 1980, najnižja zabeležena temperatura pa 8,0 °C 10. januarja 1974.
Okoljski pojavi, ki najbolj vplivajo na podnebje Arrecifa, so njegova bližina morja, ki blaži temperature; vpliv pasata, ki močno piha večji del leta in blaži podnebne rekorde ter bližina afriške celine, ki omogoča prisotnost občasnih epizod meglice ali lebdečega prahu iz puščave Sahara, ki ga spremljajo višje temperature, ko veter piha s celine.

## Sredstva kulturnega pomena
Nepremičnine Arrecife, registrirane v Bien de Interés Cultural (Register kulturnih dobrin) so:
- Casa de los Arroyo
- Castillo de San Gabriel
- Castillo de San José
- Cerkev San Ginés, Arrecife; leta 1574 je bila prva cerkev v Arrecifu zgrajena na Plaza de las Palmas, posvečena svetemu Geneziju, škofu Clermonta (San Ginés). Je najstarejša cerkev na Lanzarotu. Po poplavi so jo leta 1665 morali obnoviti. Ob odprtju pristanišča je bila 25. junija 1798 v cerkvi, ki je bila razglašena za župnijo, prva maša. V začetku 19. stoletja sta bili ena za drugo prizidani dve ladji in cerkveni stolp je bil zadnji zgrajen leta 1842. Cerkev ima triladijsko notranjost in rezbarjen lesen strop.
- Fasada stavbe Segarra
- Sedež otoškega sveta Lanzarote
- Salinas de Naos
- Salinas de Bufona

## Zanimivosti
- Playa Reducto, mestna plaža v Arrecifu
- Castillo de San José, utrdba iz 18. stoletja, v kateri je danes zbirka sodobne umetnosti
- Puente de Las Bolas, most, ki vodi do Castillo de San Gabriel
- Charco de San Ginés, umetna laguna, ki jo uporabljajo ribiči